# Cerotainia ornatipes
Cerotainia ornatipes là một loài ruồi trong họ Asilidae. Cerotainia ornatipes được James miêu tả năm 1953. Loài này phân bố ở vùng Tân nhiệt đới.